# Clymène (voilier)
Pour les articles homonymes, voir Clymène.
Le voilier Clymène est le premier bateau de compétition de 12 mètres (jauge internationale) construit en 1924 par les chantiers Camper et Nicholsons de Gosport au Royaume-Uni.
Son immatriculation d'origine était 419155 (Toulon).
Le Clymène fait l’objet d’un classement au titre objet des monuments historiques depuis le 5 juillet 1991. 
Il a obtenu le label « BIP » (Bateau d'intérêt patrimonial) délivré par l'Association patrimoine maritime et fluvial.

## Historique
Racheté par un passionné en 1976, il bat pavillon français et a pour port d'attache Bandol. Son propriétaire est membre du Yacht Club de Bandol.
Le Clymène a subi quelques restaurations depuis et navigue toujours en Méditerranée. 
Actuellement en cours de rénovation, il a été mis en vente.